# Eduard Weitsch
Eduard Weitsch (* 25. Mai 1883 in Dresden; † 29. Juli 1955 in Deisenhofen bei München) war ein deutscher Pädagoge, Volksschullehrer und Theoretiker der Volksbildung. Er gilt als Hauptvertreter der Neuen Richtung in der Volksbildung zur Weimarer Zeit.

## Leben und Wirken
Nach seiner Lehrertätigkeit und erneutem Studium wurde er 1913 Direktor der Handelsschule Meiningen.
1920 gründete er die Heimvolkshochschule Dreißigacker in Thüringen, die in der Weimarer Volksbildung einen Modellcharakter hatte.
Zentrale Aufgaben der Volkshochschularbeit waren für Weitsch die „allgemeine Laienbildung“, die „Bildung des bewußten Staatsbürgers“ und „Elternbildung“.
Als Unterrichtsverfahren entwickelte er mit Franz Georg Angermann die „Arbeitsgemeinschaft“.
Sein Wahlspruch war: „Sei ein Mann und folge mir nicht nach!“
Seit 1926 war er Herausgeber der Zeitschrift Freie Volksbildung mit Robert von Erdberg und Angermann.
Im Jahr 1930 wurde Weitsch durch die Nationalsozialisten in den „Wartestand“ versetzt.
Dem Hohenrodter Bund stand er eher kritisch gegenüber, beteiligte sich erst gegen Ende und hat bei der Gründung der Deutschen Schule mitgewirkt, in deren Rat er 1930 gewählt wurde.
1933 wurde Dreißigacker geschlossen.

## Ehrungen
1953 Verleihung des Bundesverdienstkreuzes (Steckkreuz) anlässlich seines 70. Geburtstags.
Einen Eduard-Weitsch-Weg gibt es in Dreißigacker und in Marl am ersten eigenen Gebäude einer Volkshochschule (heute Sitz des Grimme-Instituts).

## Werke  (Auswahl)
- 1918 Was soll eine deutsche Volkshochschule sein und leisten? Ein Programm. Jena: Diederichs. Wiederabdruck des ersten Teils in: Tietgens (1969)
- 1920 Grundfragen der Volkshochschulmethode. Jena
- 1926 Zur Technik des Volkshochschulunterrichts. In: Freie Volksbildung, S. 279–300
- 1952 Dreißigacker. Die Schule ohne Katheder. Pädagogische Schnappschüsse aus der Praxis eines Volkshochschulheims von 1920 bis 1933. Hamburg